# Ryō
O ryō (両) foi uma unidade monetária de ouro no sistema Shakkan-hō no Japão pré-Meiji. Foi substituído por um sistema baseado no iene.